# Szászorbó

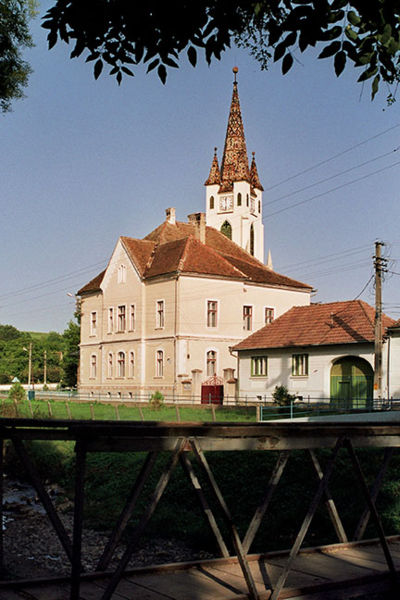
A gerébi vár

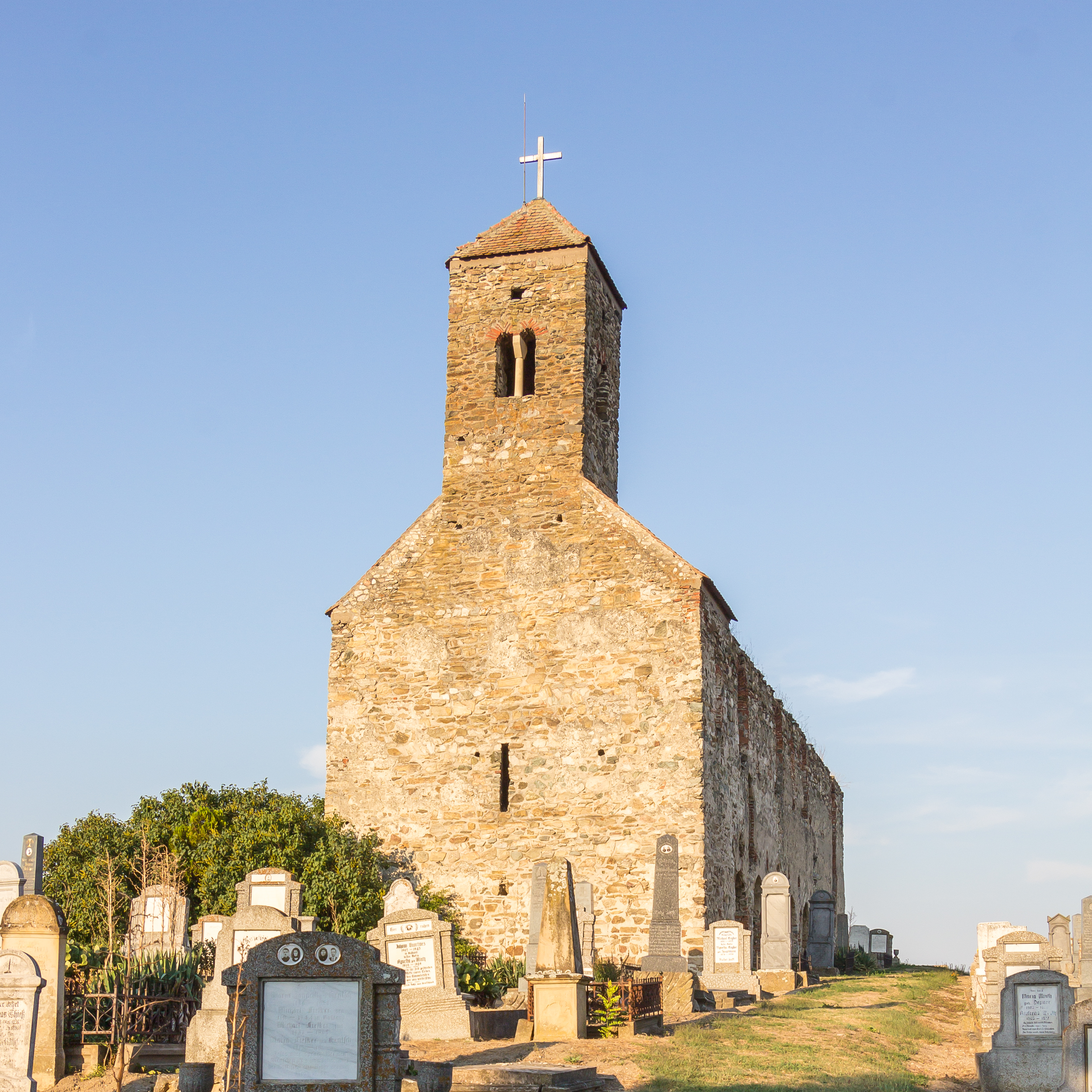
A „hegyi templom”

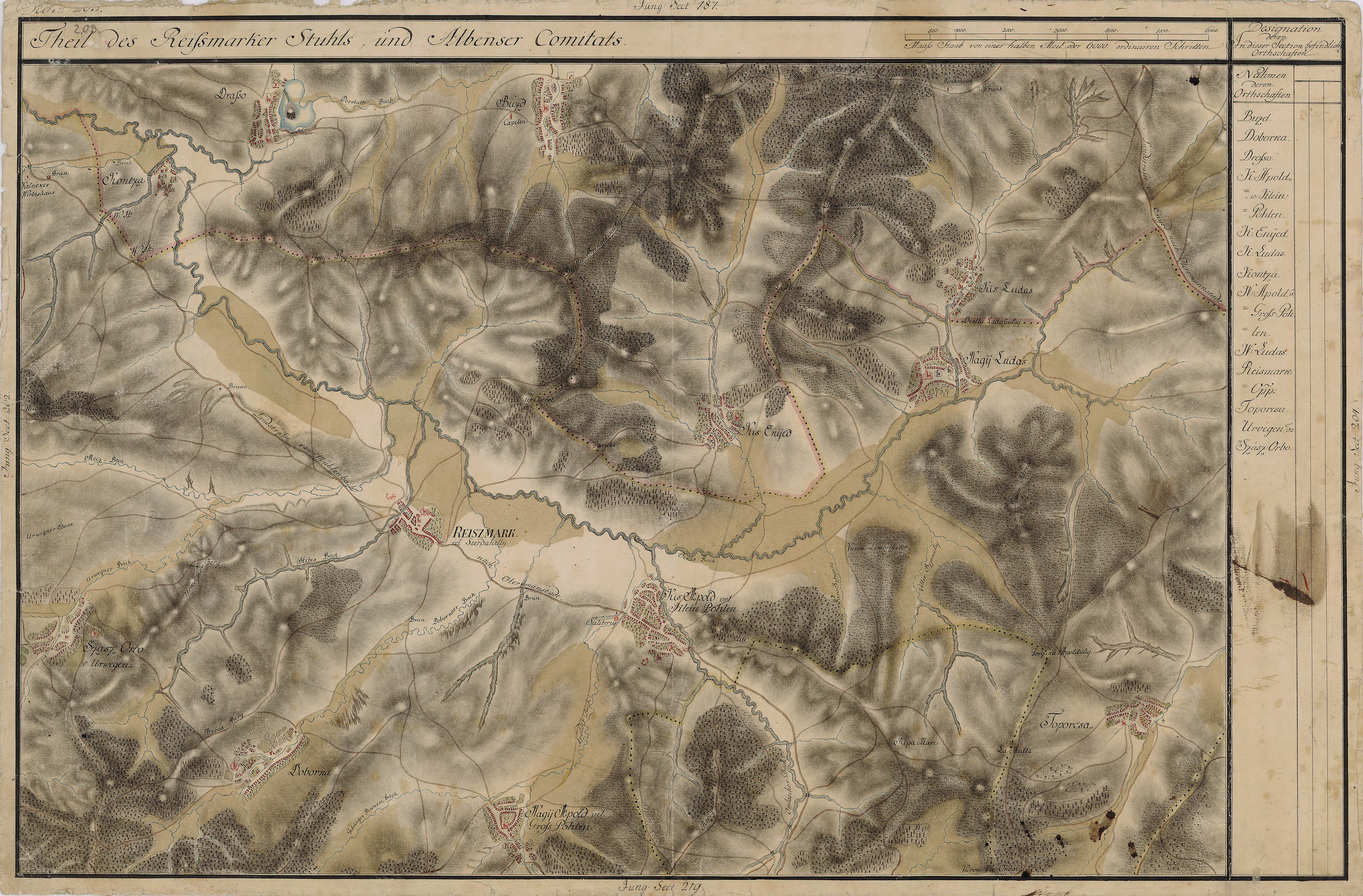
Szászorbó környéke 1770 körül

Szászorbó (románul Gârbova vagy Gârbova Săsească, németül Urwegen, szászul Urbijen vagy Ausendref) falu Romániában, Erdélyben, Fehér megyében.

## Fekvése
Szászsebestől 20 kilométerre délkeletre, a Szerdahelyi-hegység lábánál fekszik.

## Nevének eredete
Magyar, román és német neve is a szlávból való (vö. cseh Vrbov, szlovák Vrbovo), forrása végső soron a 'fűzfa' jelentésű *vьrba szó. Először 1291-ben Wrbow, majd 1309-ben Orbou, 1332-ben Trikow, 1488-ban Urbogen, 1496-ban Wrbegen, 1506-ban pedig Orbo néven említették.

## Története
A 12. században székelyek lakták, akik a tatárjárás előtt elköltöztek és benépesítették a mai Orbaiszéket, amely a településről kapta a nevét. Helyükre szászokat telepítettek be.
1488-ban 64 telektulajdonos családjával és iskolamesterével Szerdahelyszék második legnépesebb települése volt. 1529-ben egy havasalföldi csapat fölégette. 1599-ben Vitéz Mihály csapatai a várat is bevették és 400 lakosából csupán 16 főt hagytak életben. A pusztítást éhínség követte. Egy Matheus nevű helybéli vargát, aki megölte és megette saját fiát, 1603. március 28-án Nagyszebenben felnégyeltek. 1657-ben a vár ellenállt a tatárok ostromának. 1705-ben a császáriak földúlták.
1876-ban Szeben vármegye Szerdahelyi járásához csatolták. 1880-ban az addigi földút helyett kövezett utat építettek Szerdahelyre. Mivel azonban a vagyonos Binder család ellenállt annak, hogy az ő földjükön vezessék keresztül az utat, egy váratlan kanyart terveztek bele, amelyben azóta már több halálos közúti baleset is történt. 1899-ben Kerpenyesre és Récsére is kiépítették az utat. 1883-ban 6898 holdas határának 44%-a volt erdő, 31%-a szántó, 14%-a legelő. Az erdők a község tulajdonában álltak, a szántók 90%-a a szász, 10%-a a román gazdáké volt. 1999-ben még 113 hektáron termesztettek határában szőlőt, főként a járdovány és szürkebarát fajtákat.
Szász lakóinak többsége 1973 óta elhagyta. A faluból elszármazott szászok 1982-ben tartották első találkozójukat Stuttgartban. Ezek fele Münchenben és környékén, negyede Baden-Württembergben, 17%-a Észak-Rajna–Vesztfáliában él. A faluban élő cigányok három csoportra oszlanak: az évszázadok óta letelepedett, hagyományos foglalkozásuk szerint muzsikus és kézműves („selyem-”) cigányokra, a korábban félig megtelepedett életmódot folytató beásokra, illetve a szocializmus évtizedeiben beköltözött volt vándorcigányokra. A lakosság 1964-ben tizenkét szász, kilenc román, két vándorcigány, egy beás és egy muzsikus és kézműves cigány szomszédságra oszlott.

## Népessége
- 1900-ban 1868 lakosából 931 volt román és 919 német anyanyelvű; 937 ortodox, 901 evangélikus és 21 római katolikus vallású.
- 2002-ben 1488 lakosából 1284 volt román, 158 cigány és 40 német nemzetiségű; 1185 ortodox, 148 pünkösdista, 117 evangéliumi keresztény és 26 evangélikus vallású.

## Látnivalók
- A falutól keletre lévő dombon áll a romos, ún. „Hegyi templom” (Bergkirche). 1280 körül épült román stílusban, mint három hajós plébániatemplom. A 15. században félköríves apszisát egyenes záródású szentéllyel helyettesítették. Ugyanekkor várfalakkal és várárokkal vették körül. 1870-ben leégett. 1872–1876-ban lebontották oldalhajóit és a várfalak helyére alacsony kerítést építettek.
- A faluban álló vár nem a szokásos erődtemplom, mert csak tornyot találunk benne, maga a templom rajta kívül helyezkedik el. Valószínűleg a helyi gerébek építették, később a helység lakossága használta. 1599-ben Vitéz Mihály csapatai bevették, ezután 1625-ig tartott újjáépítése. 1657-ben viszont ellenállt a tatárok ostromának. A négyzet alaprajzú erőd közepén állt az öregtorony, amelyet 1890-ben megmagasítva harangtoronnyá építettek át. Az északkeleti oldalán található bejáratot ferdén kialakított barbakánnal tették könnyebben védhetővé (Speckturm). Ennek két oldalán emeletes épületek helyezkednek el. Ezek helyiségeiben szász néprajzi kiállítás látható.
- A faluban található, torony nélküli evangélikus csarnoktemplomot az 1500-as években építették. 1743-ban hosszabbították meg egy kórussal az utca felé. Oltára 1747-ből való. A templom falán Agneta Kellinger kőből faragott koszorújának domborműve látható. A helyi szász legenda szerint Agneta egyedüli lány volt, akit apja egy másik faluban élő távoli rokonának szánt, a lány viszont egy szegény, ámde dolgos és becsületes helyi legénybe volt szerelmes. A számára kiszemelt legénnyel már ki is tűzték az esküvőt. A templomba menet Agneta azért imádkozott Istenhez, hogy vegye el az életét, mielőtt odaérne. Így is történt, a templom kapuja ráomlott Agnetára.
- A falutól három km-re délkeletre, egy 687 m magas hegyen, erdőben találhatóak egy valószínűleg a 13. században épült vár romjai, melyről korabeli írásos emlék nem maradt fenn. A romok 90×30 méteres területet foglalnak el. Románul a várromot Cetatea Urieșilornak ('Óriások vára') hívják, hogy megkülönböztessék a faluban álló Cetatea Greavilortól ('Gerébek vára').